# Pycnarmon glaucias
Pycnarmon glaucias is een vlinder van de familie van de grasmotten (Crambidae). De wetenschappelijke naam van deze soort is voor het eerst voorgesteld als Aripana glaucias door Edward Meyrick in een publicatie uit 1894.
Deze soort is voor het eerst ontdekt op het Indonesisch eilandje Pulo Laut ten zuidoosten van Borneo.